# Meilhaud
Meilhaud est une commune française située dans le département du Puy-de-Dôme, en région Auvergne-Rhône-Alpes.

## Géographie
| Chidrac                 | Pardines |         |
| Saint-Cirgues-sur-Couze | Meilhaud | Perrier |
| Tourzel-Ronzières       | Solignat |         |

### Climat
Pour des articles plus généraux, voir Climat d'Auvergne-Rhône-Alpes et Climat du Puy-de-Dôme.
En 2010, le climat de la commune est de type climat océanique dégradé des plaines du Centre et du Nord, selon une étude du Centre national de la recherche scientifique s'appuyant sur une série de données couvrant la période 1971-2000. En 2020, Météo-France publie une typologie des climats de la France métropolitaine dans laquelle la commune est exposée à un climat de montagne ou de marges de montagne et est dans la région climatique  Nord-est du Massif Central, caractérisée par une pluviométrie annuelle de 800 à 1 200 mm, bien répartie dans l’année. 
Pour la période 1971-2000, la température annuelle moyenne est de 10,9 °C, avec une amplitude thermique annuelle de 16,1 °C. Le cumul annuel moyen de précipitations est de 651 mm, avec 8,4 jours de précipitations en janvier et 6,7 jours en juillet. Pour la période 1991-2020, la température moyenne annuelle observée sur la station météorologique de Météo-France la plus proche, « Issoire », sur la commune d'Issoire à 7 km à vol d'oiseau, est de 12,0 °C et le cumul annuel moyen de précipitations est de 610,7 mm,. Pour l'avenir, les paramètres climatiques de la commune estimés pour 2050 selon différents scénarios d'émission de gaz à effet de serre sont consultables sur un site dédié publié par Météo-France en novembre 2022.

## Urbanisme

### Typologie
Au 1er janvier 2024, Meilhaud est catégorisée commune rurale à habitat dispersé, selon la nouvelle grille communale de densité à sept niveaux définie par l'Insee en 2022.
Elle est située hors unité urbaine. Par ailleurs la commune fait partie de l'aire d'attraction de Clermont-Ferrand, dont elle est une commune de la couronne,. Cette aire, qui regroupe 209 communes, est catégorisée dans les aires de 200 000 à moins de 700 000 habitants,.

### Occupation des sols
L'occupation des sols de la commune, telle qu'elle ressort de la base de données européenne d’occupation biophysique des sols Corine Land Cover (CLC), est marquée par l'importance des territoires agricoles (81,3 % en 2018), une proportion sensiblement équivalente à celle de 1990 (81,5 %). La répartition détaillée en 2018 est la suivante : 
terres arables (59,6 %), zones agricoles hétérogènes (21,8 %), milieux à végétation arbustive et/ou herbacée (10,6 %), zones urbanisées (6,6 %), forêts (1,5 %). L'évolution de l’occupation des sols de la commune et de ses infrastructures peut être observée sur les différentes représentations cartographiques du territoire : la carte de Cassini (XVIIIe siècle), la carte d'état-major (1820-1866) et les cartes ou photos aériennes de l'IGN pour la période actuelle (1950 à aujourd'hui).

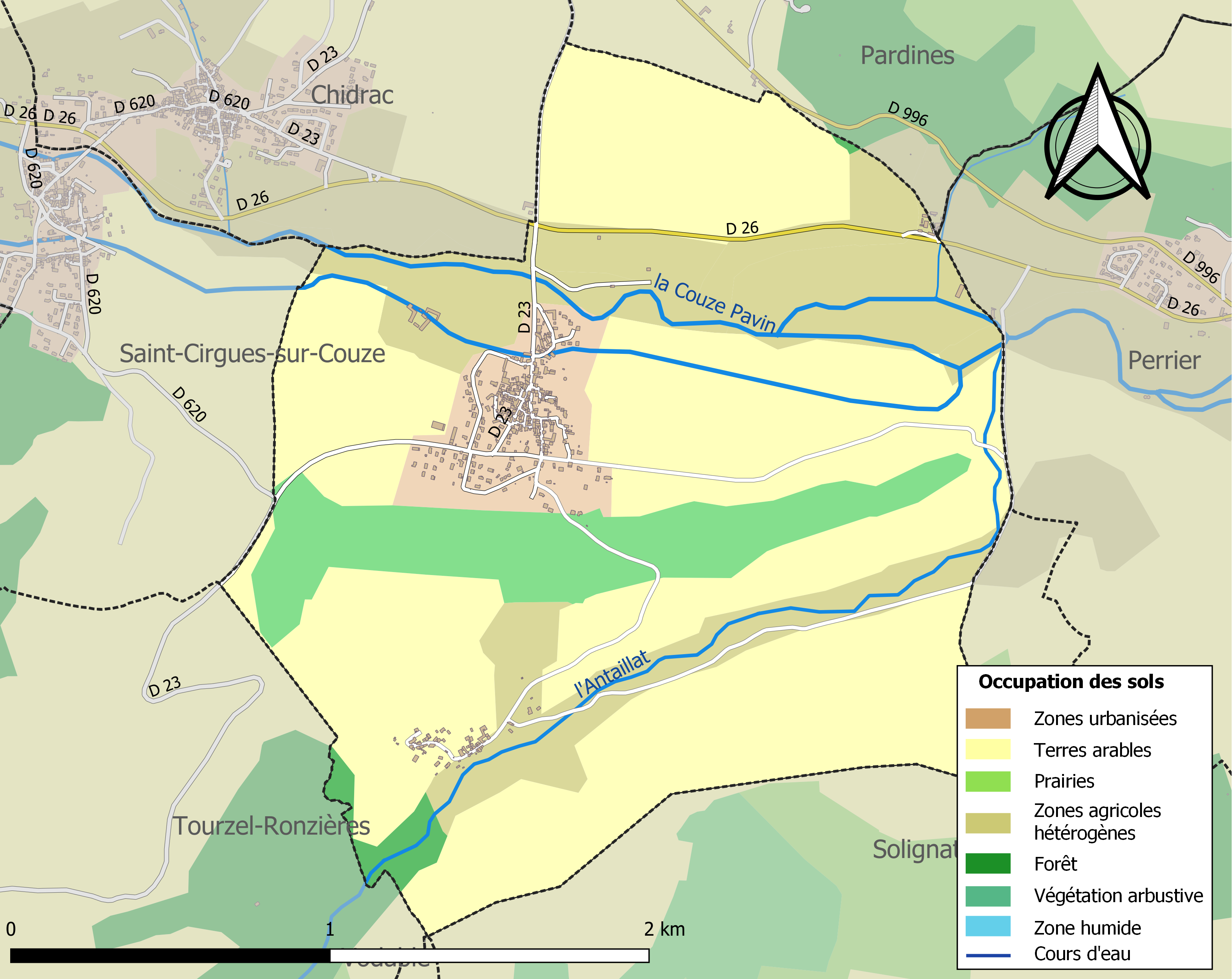
Carte des infrastructures et de l'occupation des sols de la commune en 2018 (CLC).

## Histoire
Le nom de Meilhaud signifierait « milieu des eaux » (étymologie populaire, qui ne respecte même pas la phonétique auvergnate). Meilhaud appartenait à Jean de Meilhaud, seigneur de cette terre au XIIIe siècle, puis aux dauphins d'Auvergne à la fin de celui-ci et enfin aux d'Alègre au XVIe siècle.

## Politique et administration
| Période                                  | Période                    | Identité                 | Étiquette | Qualité    |
| ---------------------------------------- | -------------------------- | ------------------------ | --------- | ---------- |
| Les données manquantes sont à compléter. |                            |                          |           |            |
| 1975                                     | 1995                       | Gilles Girot de Langlade | SE        |            |
| juin 1995                                | novembre 2016              | Joseph Chiodo            | SE        |            |
| 10 février 2017                          | En cours (au 24 août 2020) | Jean-Marie Corre         | SE        | Technicien |

## Population et société

### Démographie
L'évolution du nombre d'habitants est connue à travers les recensements de la population effectués dans la commune depuis 1793. Pour les communes de moins de 10 000 habitants, une enquête de recensement portant sur toute la population est réalisée tous les cinq ans, les populations de référence des années intermédiaires étant quant à elles estimées par interpolation ou extrapolation. Pour la commune, le premier recensement exhaustif entrant dans le cadre du nouveau dispositif a été réalisé en 2007.

En 2022, la commune comptait 495 habitants, en évolution de −3,88 % par rapport à 2016 (Puy-de-Dôme : +2,1 %, France hors Mayotte : +2,11 %).
| 1793 | 1800 | 1806 | 1821 | 1831 | 1836 | 1841 | 1846 | 1851 |
| ---- | ---- | ---- | ---- | ---- | ---- | ---- | ---- | ---- |
| 460  | 386  | 418  | 486  | 452  | 443  | 437  | 424  | 457  |

| 1856 | 1861 | 1866 | 1872 | 1876 | 1881 | 1886 | 1891 | 1896 |
| ---- | ---- | ---- | ---- | ---- | ---- | ---- | ---- | ---- |
| 467  | 457  | 465  | 410  | 392  | 422  | 434  | 422  | 421  |

| 1901 | 1906 | 1911 | 1921 | 1926 | 1931 | 1936 | 1946 | 1954 |
| ---- | ---- | ---- | ---- | ---- | ---- | ---- | ---- | ---- |
| 404  | 384  | 337  | 277  | 256  | 235  | 222  | 247  | 343  |

| 1962 | 1968 | 1975 | 1982 | 1990 | 1999 | 2006 | 2007 | 2012 |
| ---- | ---- | ---- | ---- | ---- | ---- | ---- | ---- | ---- |
| 255  | 285  | 283  | 327  | 323  | 380  | 507  | 523  | 553  |

| 2017 | 2022 | - | - | - | - | - | - | - |
| ---- | ---- | - | - | - | - | - | - | - |
| 496  | 495  | - | - | - | - | - | - | - |

## Culture locale et patrimoine

### Lieux et monuments
- Château de Langlade
- Remparts du château de Meilhaud.
- Église XVe siècle avec un bénitier de marbre, tableau.

### Personnalités liées à la commune
- Guillaume-Jean Favard de Langlade (3 avril 1762 à Saint-Floret-14 novembre 1831 à Paris), juriste et homme politique français du XIXe siècle. Chevalier (1808) puis baron de Langlade et de l'Empire (1811). Il fut confirmé dans ce titre par le roi Louis XVIII en 1816. Il était commandeur de la Légion d'honneur.
- Joseph-Henri Girot de Langlade (16 novembre 1782 à Issoire-11 avril 1856 à Paris), gendre et héritier du précédent, baron à titre personnel puis baron héréditaire de Langlade. Il était magistrat, sous-préfet, haut fonctionnaire du royaume et député du Puy-de-Dôme. Il fut élevé à la dignité de pair de France en 1845[18]. Il était chevalier de la Légion d'honneur.
- Paul Girot de Langlade, baron de Langlade (1894-1980), arrière-petit-fils du précédent, célèbre général de division de la Seconde Guerre mondiale. Il était grand-croix de la Légion d'honneur.
- Paul Girot de Langlade, baron de Langlade (né en 1946), petit-fils du précédent, officier de l'armée de terre, préfet en retraite, chevalier de la Légion d'honneur, commandeur de l'Ordre national du mérite, chevalier des Palmes académiques, chevalier du Mérite agricole.
- Félix de Jésus Rougier missionnaire, Vénérable de l'Eglise Catholique romaine.
- Blaise Lavelle (1816-1895), né à Meilhaud, professeur de dessin à Thiers, y conduit l'insurrection républicaine contre le coup d'État du 2 décembre 1851.